# Baba (Žut)
Baba je nenaseljeni otočić u Sitskom kanalu, oko 1,7 km od sjeverne obale Žuta. Najbliži otok je Did, 640 metara jugoistočno, te Lukarica, 710 m sjeverozapadno.
Površina otoka je 2818 m2, a visina 3 metra.

## Vanjske poveznice
|  | Zajednički poslužitelj ima još gradiva o temi Baba (Žut) |